# إلين هيرنانديز
إلين كلارك هيرنانديز (بالإنجليزية: Aileen Hernandez)‏ (23 مايو 1926 – 13 فبراير 2017) هي ناشطة حقوقية ونسوية أمريكية من أصل أفريقي. متخصصة في حقوق المرأة وقد شغلت منصب رئيس المنظمة الوطنية للمرأة بين سنتي 1971 و 1972. اهتمت بدراسة الحقوق المدنية خلال دراستها بجامعة هوارد. بعد تخرجها من الجامعة بتقديرات عالية، أصبحت مهتمة بالعمل الجمعوي المنظم قانويا لهذا ساهمت في إنشاء المنظمة الوطنية للمرأة وأصبحت ثاني رئيسة له. كما ساهمت في تنظيم إضراب نسوي عُرِف باسم «إضراب النساء من أجل المساواة» والذي طالب بتعديل قانون حقوق المساواة، لكنها سرعان ما انسحبت منه بسبب ما وصفته ب«الظلم والعنصرية». اهتمت بعدها إلين بالمنظمات التي تركز على قضايا النساء الأمريكيا من أصل أفريقي، كما علمت في بعض جامعات ولاية كاليفورنيا.

## عملها
تخرجت إلين من جامعة هوارد بماجيستير في علم الاجتماع والعلوم السياسية، وانضمت إلى الجمعية الوطنية للنهوض بالملونين. ثم التحقت بجامعة نيويورك وتخرجت منها أيضا وانضمت إلى «اتحاد النقابات العالمية السيدات العاملات» الذي يهدف إلى تكوين فتيات قادرات على العمل بشكل يضمن حقوقهن.
هيرنانديز ساهمت في إنشاء «منظمة المرأة الوطنية» وترأسته كثاني رئيسة بين سنتي 1970 و 1971. كما ساهمت في إنشاء عديد المنظمات الأخرى. ثم ساهمت في تنظيم إضراب نسوي طالب بتعديل حقوقهن المدنية، لكنها سرعان ما انسحبت بسبب العنصرية ضد النساء الأفريقيات. بعدها ركزت على المنظمات التي تركز على قضايا المرأة ذات الأصول الأفريقية، وانسحبت من «منظمة النساء الوطنية» في 1979 بعد ما وصفته بتوالي انتخاب النساء البيض في مراكز المنظمة.

## الوفاة
توفيت في 13 فبراير 2017 عن عمر ناهز 90 سنة بسبب مضاعفات مرض الخرف.

## الأوسمة
- في 2005، ترشحت إلين لنيل جائزة نوبل للسلام مع 1000 سيدة أخرى من 150 دولة، تكريما لعملها في مجال النسوية والحقوق المدنية.[8]

- في 1989، حصلت على «جائزة الحريات المدنية» من طرف الاتحاد الأمريكي للحريات المدنية في كاليفورنيا.[9]